# Estación de Hung Hom
La estación de Hung Hom (en chino tradicional, 紅磡; Yale cantonés, Hùngham), denominado desde 2019 por China Railway como Hong Kong Hung Hom (en chino tradicional, 香港紅磡; pinyin, Xiānggǎng Hóngkàn), es una estación ferroviaria situada en el distrito de Yau Tsim Mong, en Hong Kong, China. Es la estación de intercambio entre la Línea del Este y Oeste y la primera estación de Hong Kong que operó trenes transfronterizos a China continental (la otra estación es West Kowloon Station, que sirve a Guangzhou Sur, Pekín Oeste y muchos otros destinos en China continental). Los servicios transfronterizos a Pekín Oeste (línea Pekín-Kowloon), Shanghái (línea Shanghai-Kowloon) y Guangzhou Este (línea Guangzhou-Kowloon) terminan aquí.
La estación está ubicada en el distrito de Yau Tsim Mong, Kowloon, al lado de la entrada norte del túnel Cross-Harbor. Hung Hom es uno de los tres puertos de entrada de Hong Kong en la red del Metro de Hong Kong; los otros son las estaciones de Lo Wu y Lok Ma Chau.